# Echtehard
Echtehard (ou Eshtehard ; en persan : اشتهارد / Eštehârd) est une commune de la Province d'Alborz en Iran. Lors du recensement de 2006, sa population était de 25 000 personnes, réparties dans 4 813 familles.
Les habitants d'Echtehard appartiennent à l'ethnie Tat et parlent le tati.